# Gerištof
Gerištof (nje. Kroatisch Geresdorf), selo u Austriji u Gradišću, danas poglavito naseljeno Hrvatima iz Gradišća, iz skupine Dolinaca. Prvi puta se spominje 1156. sa selima Lučman i Frakanava u povelji o darivanju njemačkim vitezima Gottfriedu i Albrechtu. Hrvati se u ovaj kraj naseljevaju u 16. stoljeću, no točan datum doalska nije poznat. Selo 2001. ima oko 450 stanovnika, od čega 350 Hrvata.

## Kultura
- Od jeseni 2018. va Gerištofu su otvorili kazališće male umjetnosti. Iz bivših štalov Lorenc Janešić stvorio je kazališni prostor za 32 peršone. U kazališću ćedu prirediti u budućnosti predstave za dicu i kulturne večeri za odrašćene. Janešić predvidja stvoriti pozornicu pod vedrim nebom s 80 mjest. Daljnji plan muzej u pivnici s lutkami. Lorenc Janešić je kreator lutak.[1]
- Grupa Pax, pop grupa gradišćanskih Hrvata

## Poznate osobe
- Franjo Rotter, jezikoslovac, pisac i pjesnik gradišćanskih Hrvata
- Ivan Čuković, svećenik, vjerski pisac i borac za hrvatski jezik u austrijskom školstvu

## Vanjske poveznice
- Seoska kronika "850 ljet Gerištof"  Arhivirana inačica izvorne stranice od 1. srpnja 2011. (Wayback Machine)